# Sporting Clube da Praia
Sporting Clube da Praia (kurz Sporting Praia) ist ein kapverdischer Fußballverein aus der Hauptstadt Praia.

## Stadion
Die Profi-Fußballmannschaft des Sporting Praia trägt ihre Heimspiele im städtischen Estádio da Várzea aus. Das Stadion hat einen Kunstrasenplatz und fasst 8000 Zuschauer.

## Geschichte
Der Verein wurde am 2. Dezember 1923 als 20. Filialverein des portugiesischen Klubs Sporting Lissabon gegründet, in Praia, der Hauptstadt der damals noch portugiesischen Kolonie Kap Verde. Ab 1953 wurden auf Kap Verde einheitliche Meisterschaften ausgespielt. Bis zur Unabhängigkeit 1975 konnte Sporting Praia drei Mal den Titel gewinnen, in den Jahren 1961, 1969 und 1974.
Nach der Unabhängigkeit des Landes 1975 startete 1976 mit dem Campeonato Cabo-verdiano de Futebol die nationale Meisterschaft der Kapverden. Dabei spielt jede der neun bewohnten Inseln einen eigenen Meister aus, wobei die Hauptinsel Santiago in eine nördliche und eine südliche Liga geteilt ist. Die zehn Klubs spielen dann in zwei Gruppen zu je fünf Mannschaften und einem Endspiel den Landesmeister aus. Diese Landesmeisterschaft konnte Sporting Praia bereits neun Mal für sich entscheiden und ist damit nach dem CS Mindelense (10 Titel) Vize-Rekordmeister (Stand 2014).

## Stadion

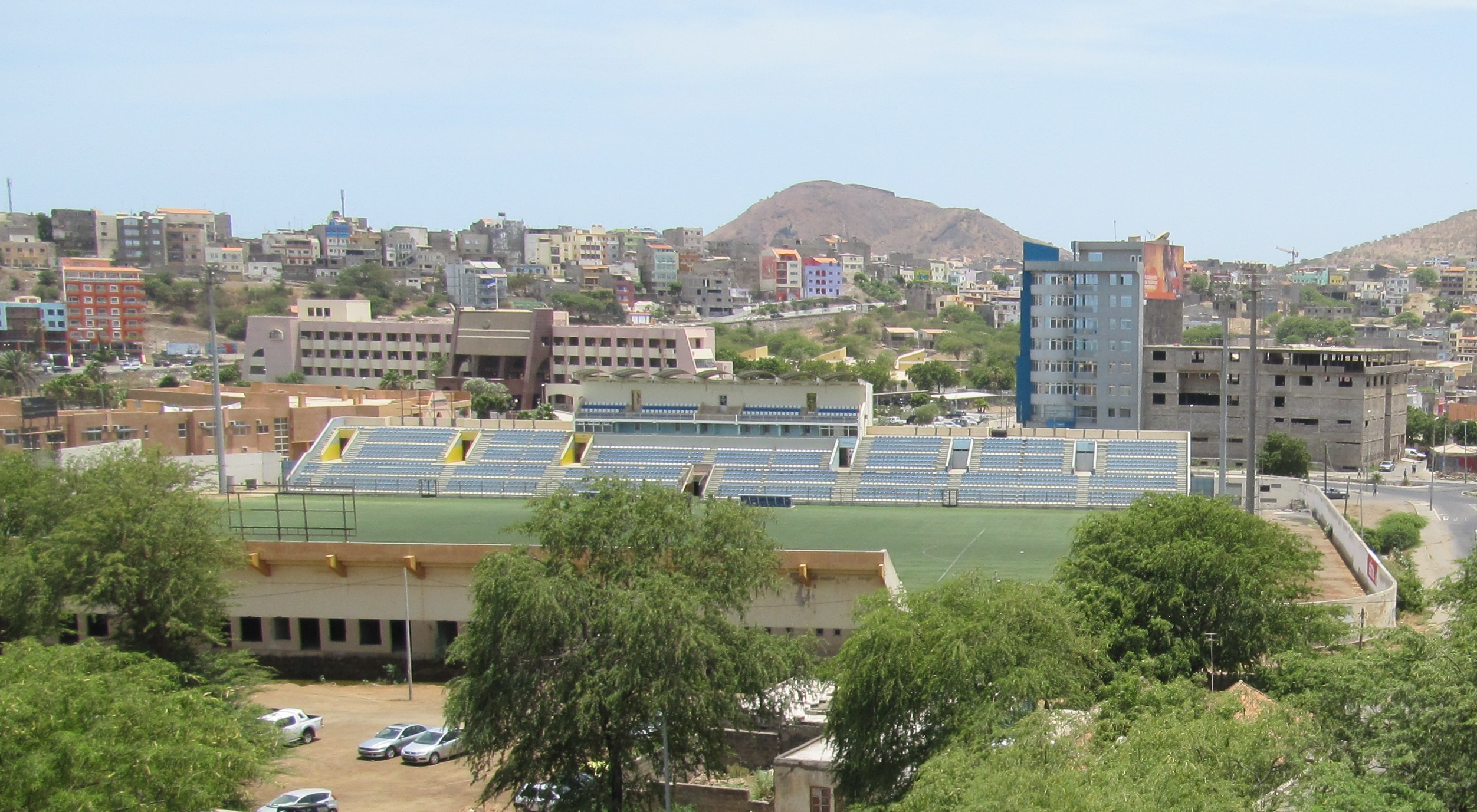
Estádio da Várzea, Heimspielstätte von Sporting Praia

Das Estádio da Várzea befindet sich in Várzea, einem Stadtteil von Praia. Es fasst 8.000 Zuschauer. Es dient als Kulisse für die Heimspiele von Sporting Praia und Boavista FC, CD Travadores, Académica, Desportivo und Vitória, alles Santiago-Süd-Meister.

## Erfolge
- Kapverdischer Meister: 1961, 1969, 1974, 1985, 1991, 1997, 2002, 2006, 2007, 2008, 2009, 2012
- Kapverdischer Pokalsieger: 2018
- Santiago-Meister: 1997, 1998, Süd: 2002, 2005, 2006, 2007, 2008, 2010, 2012, 2013, 2014
- Praia-Pokal: 2014
- Praia-Super-Pokal: 2013

## Sporting Praia in den afrikanischen Wettbewerben
| Saison  | Wettbewerb                     | Runde    | Land                         | Verein                    | Heim | Auswärts       |
| ------- | ------------------------------ | -------- | ---------------------------- | ------------------------- | ---- | -------------- |
| 1991–92 | African Cup of Champions Clubs | Vorrunde | Senegal                      | Port Autonome             | 0:0  | 0:0 (1-3 pen.) |
| 1991–92 | African Cup of Champions Clubs | 1. Runde | Tunesien                     | Club Africain             | 0:0  | 1:2            |
| 2000    | CAF Champions League           | Vorrunde | Zentralafrikanische Republik | AS Tempête Mocaf Bangui   | 2:3  | 0:1            |
| 2001    | African Cup Winner’s Cup       | Vorrunde |                              | Gazelle FC, Club Africain |      |                |
| 2007    | CAF Champions League           | Vorrunde | Guinea                       | Fello Star                | 1:0  |                |
| 2008    | CAF Champions League           | Vorrunde | Marokko                      | FAR Rabat                 | 3:0  | 0:3 (4:5 pen.) |
| 2008    | CAF Champions League           | 1. Runde | Angola                       | Inter Luanda              | 2:1  | 0:1            |
| 2009    | CAF Champions League           | Vorrunde | Angola                       | FAR Rabat                 | 6:0  | 0:1            |

## Trainerchronik
| Trainer                 | Nationalität | Amtszeit             |
| ----------------------- | ------------ | -------------------- |
| Felisberto Cardoso-Beto | Kap Verde    | 2008–2012            |
| Alex Teixeira           | Kap Verde    | 2012                 |
| Janito Carvalho         | Kap Verde    | 2012–2013/4          |
| Beto                    | Kap Verde    | 2013/14–Oktober 2015 |
| Janito Carvalho         | Kap Verde    | Oktober 2015-2016    |

## Vereinspräsidenten
| Präsident                | Nationalität | Ära               |
| ------------------------ | ------------ | ----------------- |
| Jorge Carlos Vasconcelos |              | 1995              |
| Dinis Fonseca            |              | 1995-2003         |
| Rui Évora                |              | 2003-2013         |
| Paulo Veiga              | Kap Verde    | 2013-Oktober 2016 |
| Carlos Daniel Caetano    | Kap Verde    | auf Oktober 2016  |